# Dipartimento di Didiévi
Il dipartimento di Divo è un dipartimento della Costa d'Avorio. È situato nella regione di Bélier, distretto di Lacs.
Nel censimento del 2014 è stata rilevata una popolazione di 93.699 abitanti. 
Il dipartimento è suddiviso nelle sottoprefetture di Boli, Didiévi, Molonou-Blé, Raviart e Tié-N'Diékro.